# 山陰伯耆国米子アジア博物館
山陰伯耆国米子アジア博物館（さんいんほうきのくによなごアジアはくぶつかん）は、鳥取県米子市にある博物館。
ダイニッカ株式会社の会長であった横地治男が社会貢献活動の1つとして井上靖の夫人、江上波夫、平山郁夫の4人が発起人として設立された。
2024年7月にアジア博物館・井上靖記念館という名称から現在の名称に変更された。
アジアの国の民俗資料や、作家の井上靖の書斎や応接間の再現などが展示されている。